# Иванов, Михаил Михайлович (композитор)
Михаил Михайлович Иванов (11 [23] сентября 1849, Москва — 20 октября 1927, Рим) — русский музыкальный и литературный критик, композитор и переводчик.

## Биография
Родился в Москве 11 (23) сентября 1849 года. В 1868 году окончил Санкт-Петербургский технологический институт технологом-химиком 1-го разряда. По полученной специальности никогда не работал, переменив профессию. Посвятил себя изучению музыки, был учеником П. И. Чайковского (гармония) и А. И. Дюбюка (фортепиано).
В 1870—1875 годах жил за границей, преимущественно в Риме, где в продолжении нескольких лет находился в кружке Листа и музыкальной молодежи, съезжавшейся отовсюду к Листу. В это время дополнил свое музыкальное образование занятиями у Блюма фон-Гирта (контрапункт) и Д. Сгамбатти (фортепиано и практическое сочинение).
Вернувшись в 1875 году Россию, занялся преимущественно литературной деятельностью (не только специально-музыкального, но отчасти и общего характера). Выступал в качестве музыкального критика в петербургских периодических изданиях «Всемирная иллюстрация», «Музыкальный листок», «Музыкальный мир», «Пчела», «Новь», «Воскресный листок музыки и объявлений». Но, главным образом, его деятельность была сосредоточена в «Новом времени», где помещал еженедельные музыкальные фельетоны и обзоры под названием «Музыкальные наброски». С 1878 года он также заведовал литературным отделом музыкального журнала «Нувеллист».
В начале своей карьеры музыкального критика он приветствовал творчество композиторов «Могучей кучки». В 1880-х годах примкнул к группе консервативных музыкальных критиков; в статьях, нередко отличавшихся необъективностью и поверхностностью суждений, он выступал против новых, самобытных явлений русской музыки и в связи с этим был «постоянной мишенью для атак» В. В. Стасова.
Выступал также со статьями, посвященными духовным концертам, например: «Юбилейный концерт А. А. Архангельского и его хора» («Новое время». — 1903. — № 9648). В статьях «Московский съезд хоровых деятелей» («Новое время». — 1910, 26 июля. — № 12345), «Новый вопрос для Православной Церкви» («Новое время». — 1910, 9 ноября. — № 12451) и «Музыка в православных храмах» («Новое время». — 1912. — № 12338) он поддерживал идеи учителя пения и регента В. В. Уварова-Надина, выступавшего за введение инструментов в православное богослужение.
В 1918 году эмигрировал в Италию. Умер в Риме 20 октября 1927 года.

## Музыкально-литературная деятельность
Большая часть его композиций не издана; из оркестровых партитур напечатаны только «Восточная сюита» и 1-я сюита из балета «Весталка».
Им были написаны: симфония-поэма «Кузнечик музыкант» (по поэме Полонского; исполнена в Петербурге в 1882), большой реквием, симфонический пролог «Саванаролла» (1884), симфония «Майская ночь», увертюра и музыка к «Медее» (1883), «Suite champêtre», несколько увертюр и кантат, романсы и пьесы для фортепиано (почти все эти сочинения исполнялись); для сцены: балет «Весталка» (1889); оперы «Потемкинский праздник» (1888) и «Забава-Путятишна» (Москва, новый театр, 1899; шла также на частных сценах в Харькове и Петербурге; клавираусцуг напечатан).
М. М. Иванов также перевёл книгу Э. Ганслика «О прекрасном в музыке» (Москва, 1884) и «Историческое развитие камерной музыки и ее значение для музыканта» Ноля (СПб.,1882); составил (вместе с Перепелицыным) «Музыкальную памятную книжку на 1887» и брошюру «Исторический очерк пятидесятилетия музыкального журнала „Нувеллист“» (СПб., 1889); написал очерк «Пушкин в музыке» (СПб., 1900).
Им была составлена двухтомная «История музыкального развития России» (СПб., 1910—1912). Также он переводил романы современных ему итальянских писателей и написал «Очерки современной итальянской литературы» (СПб., 1902).

## Оперы
- «Горе от ума» (1910) по одноимённой комедии Грибоедова[4]
- «Забава Путятишна»[5], комическая опера в 4-х действиях и 5 картинах.
- «Каширская старина» (1902—1903) по одноимённой драме Дмитрия Аверкиева
- «Потемкинский праздник» (1902) на либретто А. С. Суворина[6]

## Публикации
- «Музыкальная памятная и записная книжка». — СПб., 1887 (совместно с П. Д. Перепелицыным[7]).
- Исторический очерк пятидесятилетней деятельности музыкального журнала «Нувеллист». — Санкт-Петербург: издательство Ю. Штауфа (И. Фишона), 1889. — 32 с.
- Первое десятилетие постоянного итальянского театра в С.-Петербурге в XIX веке : (1843-1853 гг.). — Санкт-Петербург: тип. спб. театров, 1895. — 41 с.
- Пушкин в музыке : Ист.-крит. очерк. — Санкт-Петербург: издательство Суворина, 1899. — 136 с.
- Очерки современной итальянской литературы. — Санкт-Петербург: издательство Суворина, 1902. — 343 с.; с посвящением королеве Италии Елене.
- Памяти Фредерика Шопена. — Санкт-Петербург: издательство Суворина, 1909. — 27 с.
- История музыкального развития России. — Санкт-Петербург: издательство Суворина, 1910. — Т. 1. — 400 с.
- История музыкального развития России. — Санкт-Петербург: издательство Суворина, 1912. — Т. 2. — 448 с.

### Переводы
- Д’Аннунцио, Габриеле. Невинная жертва. — Санкт-Петербург: издательство Суворина, 1898. — 322 с.